# Гюлалиев, Октай Гюлали оглы
Октай Гюлали оглы Гюлалиев (азерб. Oqtay Güləli oğlu Güləliyev; 10 ноября 1962, Хачынялы, Лачинский район — 19 сентября 1992, Лачинский район) — азербайджанский полицейский, командир роты батальона патрульно-постовой службы Лачинского районного отделения полиции, старший лейтенант полиции, участник Первой карабахской войны. Национальный герой Азербайджана (1993, посмертно).

## Награды
Указом президента Азербайджанской Республики Абульфаза Эльчибея № 599 от 11 мая 1993 года старшему лейтенанту полиции Октаю Гюлали оглы Гюлалиеву за личное мужество и отвагу, проявленные во время защиты территориальной целостности Азербайджанской Республики и обеспечения безопасности мирного населения, было присвоено звание Национального героя Азербайджана (посмертно).

## Память
Именем Октая Гюлалиева названы школы в городе Лачын и в селе Пичанис.